# Moretus
Moretus is een Zuid-Nederlandse adellijke familie. Ook bekend als Moretus Plantin, Moretus de Bouchout en Moretus Plantin de Bouchout.

## Geschiedenis

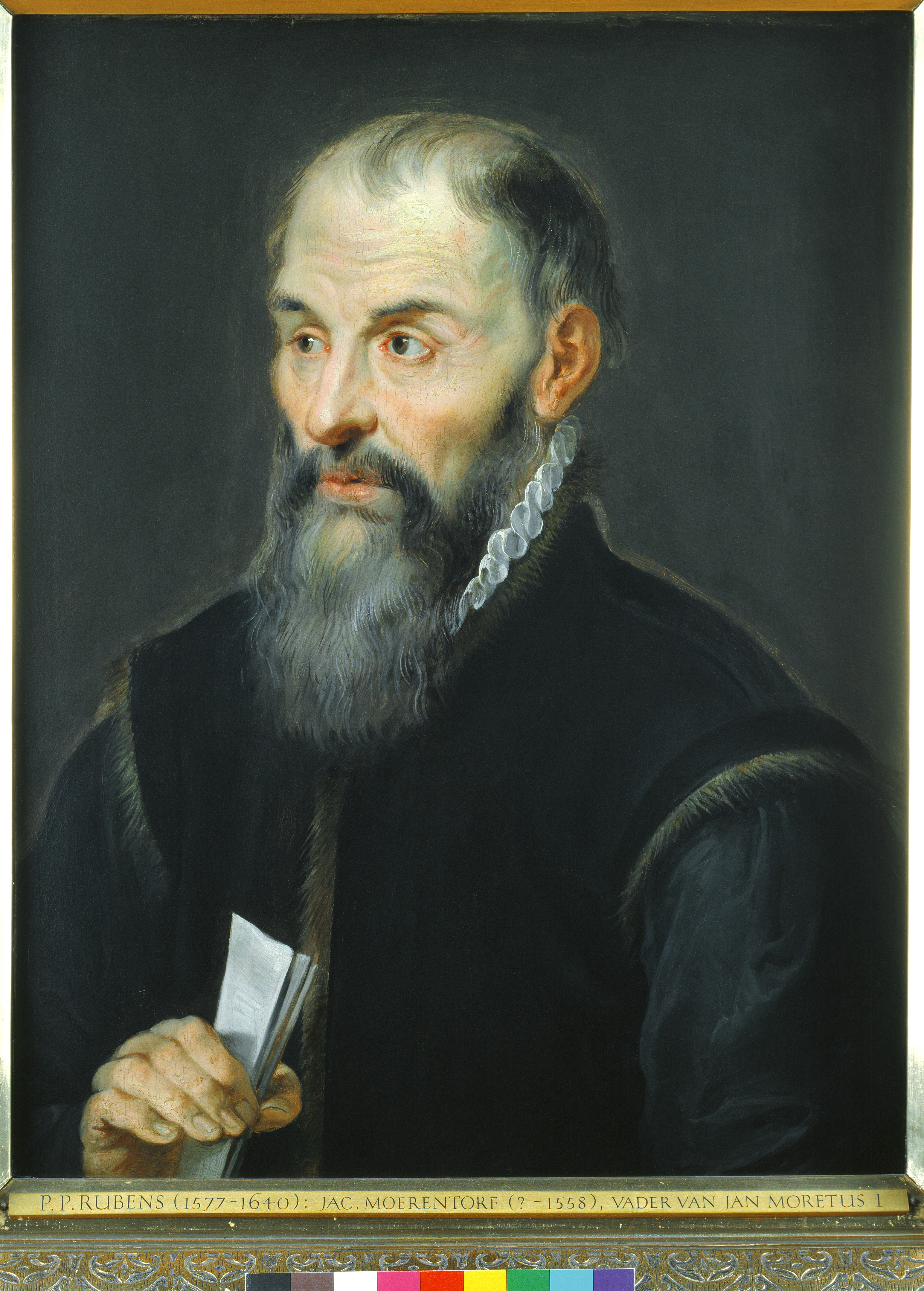
Jacques Moerentorf (1495?-1558), schilderij van Peter Paul Rubens

- De stamvader van de familie Moretus, Jacques (Jacobus) Moerentorf (Jacques Moerentorf (Q66618983)), werd in 1495 (volgens andere bronnen "circa 1515") geboren in het Noord-Franse Lille. Zijn vader, eveneens Jacques (Jacobus), was een zijdefabrikant in Lille, en stierf er in 1531. De familienaam komt in verschillende varianten voor: Mourturf, Mortroef, Mortuff, Moure(n)torf, Moer(e)teurf, en andere. Etymologisch betekent de naam "moeras-turf" (veen), bij uitbreiding: een plek waar die turf door turfboeren als brandstof werd gewonnen en verhandeld. De moerassen langs de Deûle-rivier bij Lille waren van de middeleeuwen tot de komst van de steenkool een belangrijk turfwinningsgebied.
- Jacques Moerentorf (Q66618983) vestigde zich (na de dood van zijn vader, in of na 1531?) in Antwerpen, huwde er in 1537 met Adriana Gras (Grassi), volgens sommigen dochter van een uit Milaan afkomstige zijdefabrikant (deze duiding is nauwelijks gedocumenteerd en omstreden), werd in 1544 burger van de stad, en overleed er in 1558. Kort voor of na die sterfdatum kwam een van zijn kinderen, Jan (Johannes), geboren in 1543, in dienst van drukker Christoffel Plantijn.
- Deze Jan Moerentorf werkte zich op tot Plantins rechterhand, huwde in 1570 met Martina Plantin (een dochter van Christoffel Plantijn), en nam bij de dood van Plantin (die geen zoon had) het bedrijf over. Jan Moerentorf latiniseerde zijn familienaam tot Moretus, en wordt doorgaans aangeduid als Jan I Moretus. Zijn nakomelingen zetten de drukkerij Plantijn tot diep in de negentiende eeuw voort.
- Jan I Moretus werd opgevolgd door zijn zoons Balthasar I Moretus en Jan II Moretus. Ze werden opgevolgd door Balthasar II Moretus.
- In 1692 werd Balthasar III Moretus door koning Karel II van Spanje opgenomen in de erfelijke adel.
- In 1696 gaf dezelfde koning aan Balthasar IV Moretus de toelating om het drukkersvak verder te beoefenen, zonder zijn adellijke status te verliezen.

## Genealogie
- Balthasar IV Moretus (1679-1730), x Isabelle de Mont
  - Johannes-Jacobus Moretus (1690-1757), x Thérèse Schilder (1696-1729)
    - Franciscus-Johannes Moretus (1717-1768), x Marie-Thérèse de Borrekens (1728-1797)
      - Jozef Moretus (1762-1810), x Marie-Henriette Wellens (1762-1809)
        - Albertus Moretus (zie hierna)
        - Ferdinandus Moretus (zie hierna)
        - Edouard Moretus (zie hierna)

      - Hendrik-Paulus Moretus (1765-1806), x Colette Wellens (1768-1798)
        - Constantin Moretus (zie hierna)

    - Paulus-Jacobus Moretus (1721-1776) x Jeanne de Man (1725-1768)
      - Paulus-Franciscus Moretus (zie hierna)

## Albert Moretus
Albert François Hyacinthe Frédéric Moretus (Dresden, 26 september 1795 - Antwerpen, 1 april 1865) verkreeg in 1822 onder het Verenigd Koninkrijk der Nederlanden erkenning in de erfelijke adel. Hij was zoals zijn broer Ferdinand in Duitsland geboren, wat er op wijst dat zijn ouders tijdens de revolutiejaren naar daar uitweken. Hij bleef vrijgezel.

## Ferdinand Moretus
Ferdinand Henri Hyacinthe Moretus (Münster, 12 april 1797 - Ekeren, 29 april 1834) verkreeg in 1822 erkenning in de erfelijke adel. Hij bleef vrijgezel.

## Constantin Moretus
Constantin Joseph Henri Moretus (Münster, 12 maart 1797 - Elsene, 15 juni 1866) werd in 1822 erkend in de erfelijke adel en in 1829 opgenomen in de Ridderschap van de provincie Antwerpen. Hij trouwde in Parijs in 1826 met Marie de Stephanis (1791-1853). Het echtpaar bleef kinderloos.

## Paul-François Moretus
- Paul François Joseph Moretus (Antwerpen, 5 april 1751 - 1 december 1823) trouwde in 1780 met Catherine van Colen (1760-1819). In 1822 werd hij erkend in de erfelijke adel. Hij promoveerde tot licentiaat in de rechten en werd handelsrechter in Antwerpen, waar hij ook gemeenteraadslid was. Het echtpaar kreeg drie zoons, die voor nazaten zorgden.
  - Jean-Paul Moretus (1782-1850) was in de Franse tijd adjoint au maire in Antwerpen. In 1816 werd hij benoemd tot lid van de Ridderschap van Antwerpen, maar hij weigerde. Hij trouwde in 1806 met Marie-Caroline van Colen (1784-1836). 
    - Charles-Paul Moretus (1806-1850) trouwde met Anne du Bois (1819-1848), dochter van baron Ferdinand du Bois, burgemeester van Edegem en senator.
      - Theodore Moretus (1838-1900), burgemeester van Bouchout, trouwde met Jeanne van de Werve (1842-1913).
        - Gonzague Moretus Plantin de Bouchout (1874-1946), graaf Plantin-van Bouchout, van 1921 tot 1933 burgemeester van Wilrijk, eigenaar van Château Klaverblad. Hij trouwde met Elisa Marie Joséphine Albertine Moretus Plantin (1877-1941). Met afstammelingen tot heden.
        - Oswald-Ferdinand Moretus Plantin de Bouchout (1876-1943) kreeg vergunning, samen met zijn broer, in 1921 om Plantin aan zijn naam toe te voegen en in 1934 de Bouchout. In 1912 werd hij met de titel graaf bedacht, overdraagbaar bij eerstgeboorte. Hij trouwde met gravin Anne Le Grelle (1878-1971). Met afstammelingen tot heden.

      - Ferdinand Moretus Plantin de Bouchout (1839-1899) trouwde met Mathilde Geelhand (1839-1910). Ze kregen zes kinderen, maar zonder verder nageslacht. Behalve dan hun zoon Frédéric, maar zijn drie kinderen bleven ongehuwd.
      - Emile-Paul Moretus de Bouchout (1842-1917) trouwde met Zoé du Bois d'Aische (1847-1940). Ze kregen negen kinderen. Met afstammelingen tot heden.
      - Ludovic Moretus (1848-1910), trouwde met Odile Geelhand (1847-1910). Ze kregen zeven kinderen.
        - Aloïs Moretus Plantin de Bouchout (1874-1946) mocht zoals Oswald zijn naam verlengen en in 1934 werd de pauselijke grafelijke titel die hij van zijn vader erfde, bevestigd in de Belgische adel. Hij trouwde met Elisa Moretus Plantin (1877-1941). Ze kregen vier kinderen, met afstammelingen tot heden.

  - Augustin-Thomas Moretus (1791-1871) trouwde met Pauline della Faille (1795-1864).
    - Eugène Moretus (1818-1867) trouwde met Florence Geelhand (1820-1850) en vervolgens met Zoé de Gheus d'Elzenwalle (1827-1879). Ze hadden kinderen, maar deze familietak is in 1960 uitgedoofd.